# Neopteryx frosti
Genre
Espèce
Statut de conservation UICN

 EN B1ab(iii,v) : En danger
Neopteryx frosti est une espèce de chauves-souris de la famille des Pteropodidae. C'est la seule espèce du genre Neopteryx. Elle est endémique d'Indonésie. Elle habite dans les forêts tropicales et subtropicales. 